# دهستان گنبر

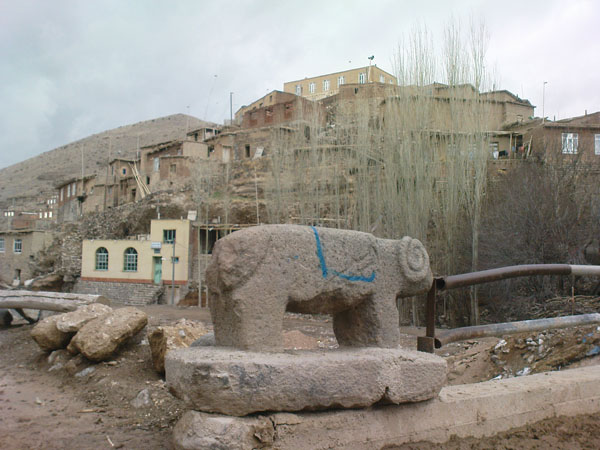
مجارشین.

دهستان گنبرف یکی از دهستان‌های استان آذربایجان شرقی است که در بخش مرکزی شهرستان اسکو واقع شده‌است. این دهستان از ده روستا تشکیل شده و در جنوب شرقی شهر اسکو قرار دارد. جمعیت این دهستان بر طبق سرشماری ۱۳۸۵، ۷۳۱۵ نفر است.
